# TOI-3976
TOI-3976 — двойная звезда в созвездии Волопаса на расстоянии приблизительно 1670 световых лет (около 512 парсек) от Солнца. Возраст звезды определён как около 3,8 млрд лет.
Вокруг звезды обращается, как минимум, одна планета.

## Характеристики
Первый компонент (Gaia DR3 1585783740516554624) — жёлтый карлик спектрального класса G0. Звёздная величина диапазона G звезды — +12,211m. Масса — около 1,254 солнечной, радиус — около 1,501 солнечного, светимость — около 2,588 солнечной. Эффективная температура — около 5847 K.
Второй компонент (Gaia DR3 1585783706157262720). Звёздная величина диапазона G звезды — +19,158m. Удалён на 6,81 угловой секунды (в среднем около 3526 а.е.).

## Планетная система
В 2022 году группой астрономов, работающих в рамках программы TESS, было объявлено об открытии планеты TOI-3976 Ab.